# Ingo Dachwitz

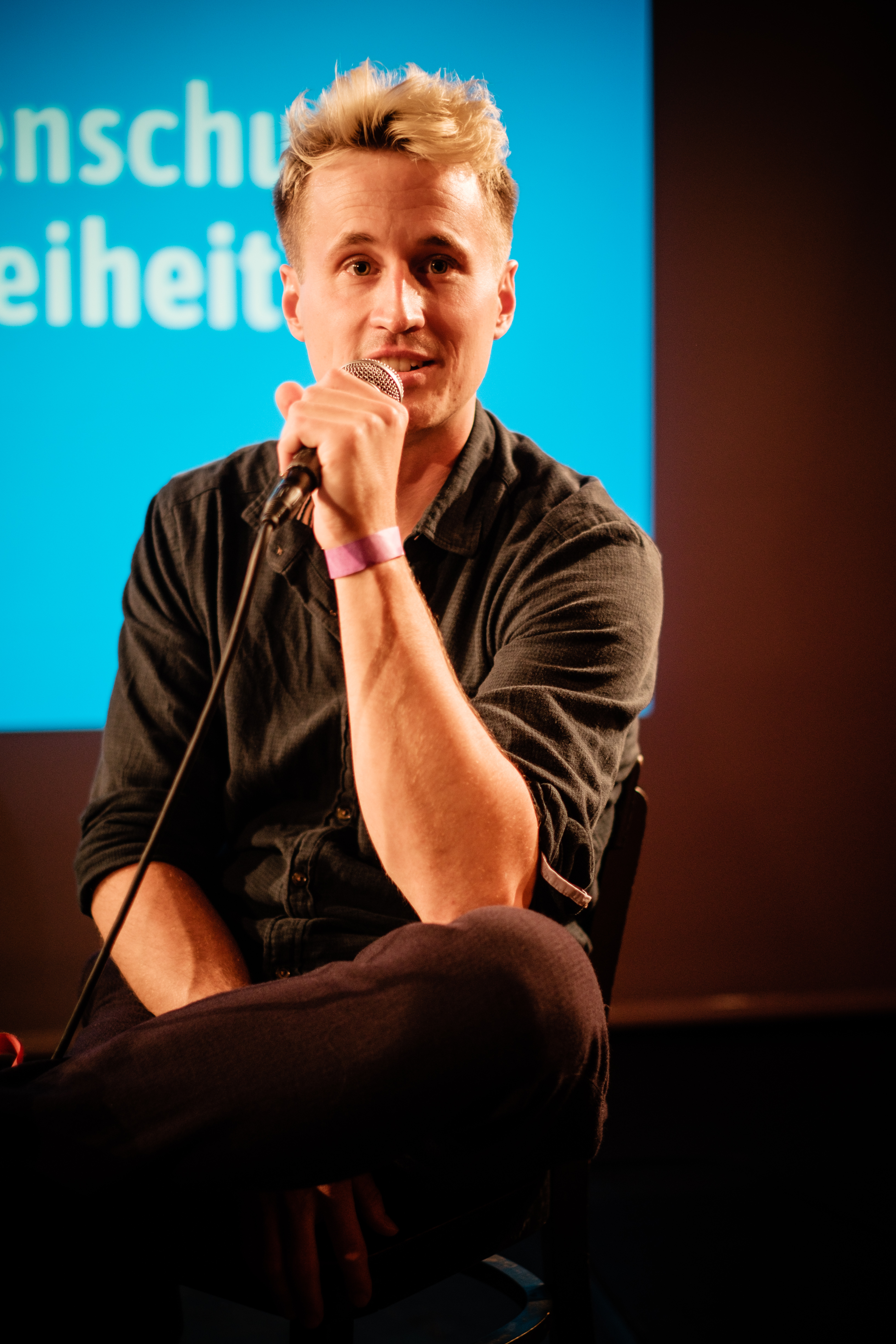
Ingo Dachwitz (2019)

Ingo Dachwitz (* 1987 in Bremen) ist ein deutscher Journalist.

## Leben
Ingo Dachwitz studierte Medien und Politische Kommunikation an der Freien Universität Berlin.
Seit 2016 arbeitet Dachwitz als Redakteur bei Netzpolitik.org, wo er vor allem zum Themenfeld Datenschutz schreibt. Für seine Recherchen zur Microsoft-Tochter Xandr und den Datensammlungen der Online-Werbeindustrie wurde er 2024 mit dem Alternativer Medienpreis in der Kategorie Vernetzung ausgezeichnet. Auf die Veröffentlichung hin kündigten mehrere Datenschutzbehörden an, die Rechtmäßigkeit dieses Datenhandels zu untersuchen.
Ebenfalls 2024 war er an der Veröffentlichung der „Databroker Files“ von Netzpolitik.org und Bayerischem Rundfunk beteiligt, die im Oktober 2024 mit dem Grimme Online Award ausgezeichnet wurde. Die Recherche zeigte, wie leicht man bei Datenhändlern einen Datensatz mit 3,6 Milliarden Standortdaten über Menschen in Deutschland erhält und dass dies auch eine Gefahr für Sicherheit des Landes ist.

## Veröffentlichungen (Auswahl)
- mit Sven Hilbig: Digitaler Kolonialismus. Wie Tech-Konzerne und Großmächte die Welt unter sich aufteilen, C.H. Beck, München 2025, ISBN 978-3-406-82302-2.